# Miseria e nobiltà (programma radiofonico)
Miseria e nobiltà, già Music Lab, è un programma radiofonico, in onda dal lunedì al venerdì dalle 13 alle 15 su RTL 102.5, condotto da Fabrizio Ferrari, Virginia Tschang, Paola Di Benedetto e il Conte Galè. Dal 2013 al 2022 andava in onda anche il sabato e la domenica con la denominazione Miseria e nobiltà week-end.
È anche in radiovisione sul canale 736 di Sky e sul canale 36 del digitale terrestre, e della piattaforma Tivùsat.

## Storia
Nasce nel 2005 con Alan Palmieri e il Conte Galè. Da settembre 2006 è il secondo programma (dopo la Suite 102.5) a sperimentare la radiovisione.
All'inizio del 2007 Alan Palmieri lascia RTL 102.5, Miseria e nobiltà prende il posto (21-24) della Suite 102.5 (che a sua volta si sposta all'ora di pranzo) e al Conte Galè viene affiancato Paul Baccaglini. Dopo l'estate torna nella fascia 13-15, e da Ottobre, dopo una settimana di prova di conduzione a tre con Claudio Lippi, al Conte viene affiancata Paoletta. Successivamente, da aprile 2009 ad agosto 2010, al Conte Galè è stato affiancato Fabrizio Ferrari.
Da settembre 2010 è Amadeus a co-condurre il programma con il Conte, tranne che in estate, periodo in cui viene sostituito da altri conduttori dell'emittente. Da maggio a settembre 2014, Amadeus è stato sostituito da Paolo Cavallone, con cui il Conte ha proseguito la diretta anche durante il tour estivo a Baia Samuele, in cui il programma andava in onda dalle 11 alle 13. Da settembre 2014 a maggio 2015 Amadeus e Paolo Cavallone hanno condotto alternamente il programma assieme al Conte. Da maggio a ottobre 2015 Paolo Cavallone ha condotto il programma assieme al Conte.
Da ottobre 2015 Amadeus e Cavallone conducono il programma assieme al Conte, ritornando, dopo nove anni, alla formula della conduzione a tre. A maggio 2016, Amadeus lascia il programma per impegni televisivi, per poi tornare a ottobre, e lasciarlo definitivamente a marzo del 2017. Il programma torna nelle mani della coppia Conte e Cavallone venendo affiancati, da gennaio 2018, ogni mercoledì, da Mara Maionchi. A fine 2018 Cavallone passa a La famiglia giù al nord e il Conte viene affiancato prima da Raffaello Tonon e Luca Onestini e poi da Francesco Taranto e Matteo Campese. Dall'estate 2021 i nuovi compagni del Conte sono Fabrizio Ferrari (di ritorno dopo 11 anni) e La Zac, alla quale nel 2023 subentra Gabriele Mazza in collegamento da Firenze. Da aprile 2024 al trio si unisce Virginia Tschang. Da dicembre 2024 Gabriele Mazza passa a I Nottambuli e viene sostituito da Paola Di Benedetto.

## La versione week-end
La versione week-end nasce nel 2013 in seguito alla chiusura di "Music Drive" e ne va a coprire la fascia oraria 13-15 il sabato e la domenica. Inizialmente la conduzione era stata affidata a Giorgio Ginex e il "Trio" ovvero Martino Migli, Gabriele Sanzini e Francesco Taranto, a cui subentrarono da gennaio 2014 Paolo Cavallone (appena passato a RTL 102.5) e Sara Ventura.
Da maggio a settembre 2014 al posto di Cavallone era in onda Francesca Cheyenne. Da maggio 2015 al posto di Cavallone era in onda Gianni Riso. Dal 28 novembre 2015 al posto di Gianni Riso è in onda Rajae Bezzaz. A settembre 2016 Sara Ventura lascia il programma, andando a condurre Proteina Zeta su Radio Zeta. Da maggio a ottobre 2016 si è aggiunto alla conduzione, tornando dopo più di 10 anni a RTL 102.5, Antonio Gerardi, a cui è poi subentrato Emanuele Carocci, a cui poi è subentrato Max Parisi insieme a Paola Di Benedetto.
Dal 24 settembre 2022 la versione del fine settimana del programma è stata sostituita da Hello Weekend condotto da alcuni conduttori alterni di Radio Zeta, a cui nel 2023 subentrano Luisa Carnello e Paolo Cavallone.